# Koktepe
Koktepe o Kok Tepe és un jaciment arqueològic de l'Uzbekistan, situat a uns 30 km al nord de Samarcanda. Koktepe amb prou feines estigué habitat després de l'antiguitat. El lloc fou excavat des de 1994 fins a 2008 per Mafouz, la missió arqueològica francouzbeka de Sogdiana. S'hi ha descobert la tomba d'una princesa sàrmata del segle I.
El turó on es troben les ruïnes té si fa no fa 400 × 400 m de superfície. Al sud-est hi ha les restes d'una ciutadella (també coneguda com a acròpoli). Durant les excavacions se'n distingiren diferents capes, que representen etapes individuals del desenvolupament urbà. S'hi va observar que a una ciutat amb arquitectura urbanitzada li seguien capes estratigràfiques amb edificis fets de simples pals de fusta. Això podria indicar que la població fou nòmada en algun moment de la seua història.
L'ocupació de Koptepe abasta des del darrer terç del mil·lenni II ae fins al segle III ae.
La denominada capa Koktepe I data de la transició de l'edat del bronze a la del ferro (després del 1500 ae). Sobretot s'ha exhumat ceràmica pintada feta a mà. En aquesta època tota la ciutadella sembla que fou habitada. Després d'aquesta etapa, el llogaret degué restar deshabitat. Al voltant del 700 ae, torna a ser poblada.
S'hi excavaren dos patis monumentals, que estaven fortificats amb muralla i torres. Sobre el 550 ae, totes dues instal·lacions s'abandonaren, potser per una invasió nòmada. Poc després, s'hi edificaren dues grans plataformes D i I, Koktepe IIIa, que degueren tenir funcions religioses i es relacionen amb l'arribada dels aquemènides. La plataforma I es construí en dues fases: feia 11.000 m2, i segons l'arqueòleg Claude Rapin era un ziggurat. No és clar quant durà el domini aquemènida en aquesta àrea. Des del període Koktepe IIIb hi hagué edificis residencials i ceràmica provinent de l'Imperi Aquemènida. La datació de la capa és problemàtica: les rajoles rectangulars dels edificis residencials indiquen que l'assentament data més del període selèucida inicial, però tal volta poc abans del rei persa Darios III.
És probable que Koktepe IV en sorgís poc després, amb la ciutat segurament abandonada aviat, potser en relació amb la campanya d'Alexandre el Gran (329 ae).
Posteriors al Regne grec de Bactriana, s'hi han trobat alguns enterraments (Koktepe V) que poden atribuir-se als tocaris, que al voltant del 145 ae envaïren la zona.
S'hi va exhumar una tomba femenina ricament decorada, de començaments del s. I, sota un túmul (Koktepe VI). S'hi trobà un espill xinés, un encenser, un recipient de bronze i 345 túniques daurades. La sepultura és sorprenentment semblant a les de Tillia tepe.